# Intharat Apinyakool
Intharat Apinyakool (tiếng Thái: อินทรัตน์ อภิญญากุล, sinh ngày 30 tháng 5 năm 1982) là một cầu thủ bóng đá người Thái Lan thi đấu ở vị trí thủ môn cho câu lạc bộ Giải bóng đá Ngoại hạng Thái Lan Navy.

## Sự nghiệp quốc tế
Anh thi đấu cho Thái Lan tại Giải vô địch bóng đá U-17 thế giới 1999 ở New Zealand và Giải vô địch bóng đá bãi biển thế giới 2005 ở Brasil.

## Danh hiệu

### Câu lạc bộ
Bangkok Christian College
- Thai Division 1 League (1): 2001-02